# مرغ جنگلی سرخ

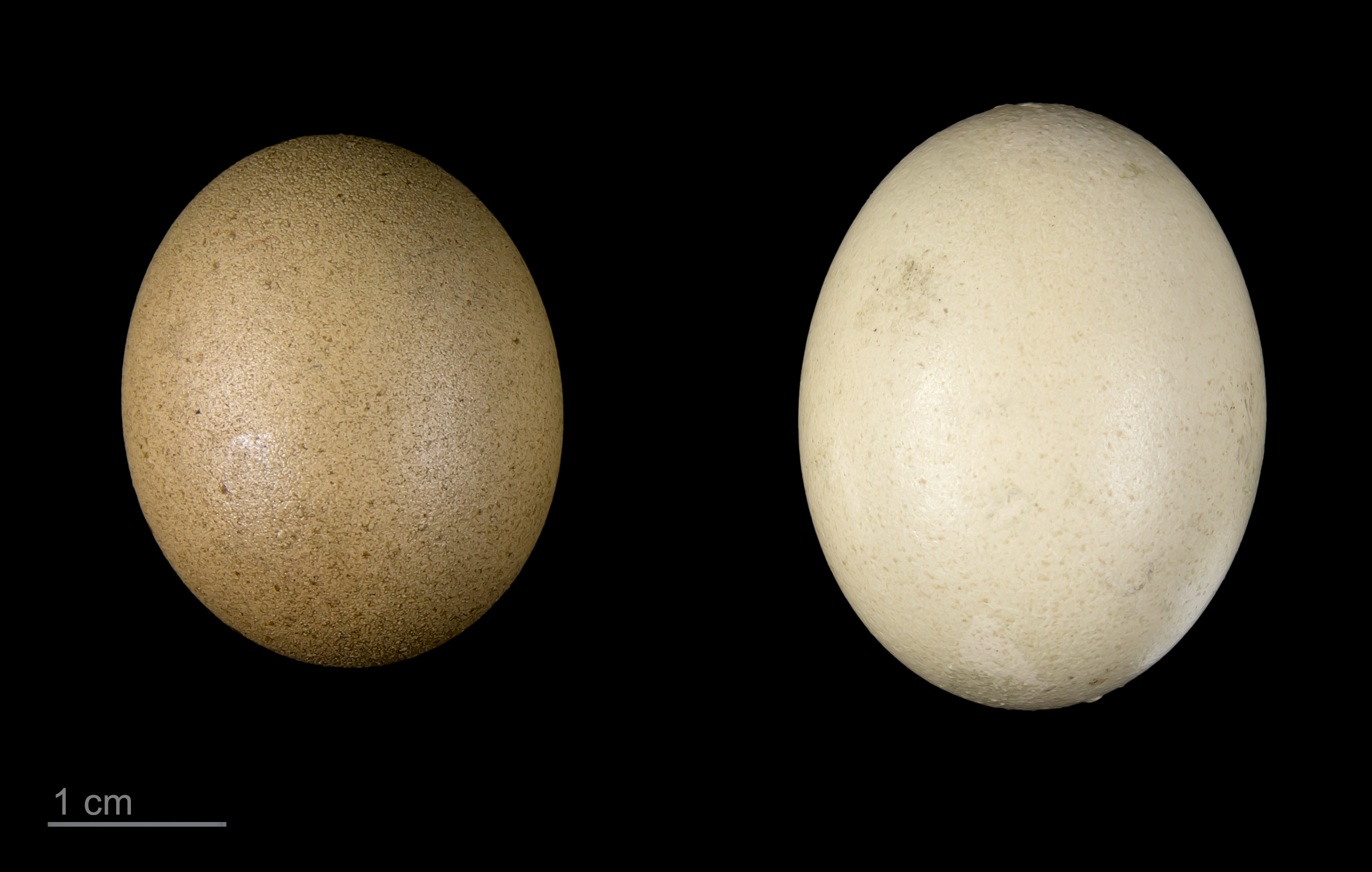
Gallus gallus

مرغ جنگلی سرخ (نام علمی: Gallus gallus) نام یک گونه از زیرخانواده قرقاولیان است. این گونه بومی آسیای جنوب شرقی است و نیای مرغ اهلی محسوب می‌شود. این پرنده حدود ۵ هزار سال پیش اهلی شد و (با کمی دورگه سازی با مرغ جنگلی خاکستری) فرزندان آن به مرغ و خروس خانگی تبدیل شدند.
مرغ جنگلی سرخ ترکیبی از رنگ های پر نارنجی، قهوه ای، قرمز، طلایی، خاکستری، سفید، زیتونی و حتی پرهای سبز متالیک دارد.
دم خروس‌های نر می‌تواند تا ۲۸ سانتی‌متر رشد کند، و طول کل پرنده ممکن است تا ۷۰ سانتی‌متر باشد.  14 پر در دم دارد. پوست اندازی در ماه خرداد، پرهای پرنده را تغییر می دهد که تا مهر ادامه دارد. الگوی ماه گرفتگی مردانه شامل یک پر سیاه در وسط پشت و پرهای کوچک قرمز نارنجی است که در سراسر بدن پخش شده است.